# Jean-François Baldé
Jean-François Baldé (Mulhouse, 29 novembre 1950) è un pilota motociclistico francese ritiratosi dalle competizioni.

## Carriera
Nel motomondiale ha vinto 5 gran premi e nel 1981 si è classificato secondo nella classifica finale della classe 250 alle spalle di Anton Mang.
La sua carriera nel motociclismo ha avuto inizio nelle competizioni nazionali francesi in sella a una Suzuki e, dopo essersi messo in mostra, gli è stata offerta la possibilità di gareggiare anche a livello del campionato mondiale: il suo esordio è avvenuto nella classe 500 in occasione del Gran Premio motociclistico di Francia del 1973, guidando una Kawasaki e giungendo all'ottavo posto in classifica. Dopo un'ulteriore presenza nelle classifiche iridate della classe regina due anni dopo con un decimo posto nel GP d'Olanda, la sua carriera si è sviluppata principalmente nelle classi 250 e 350 (fino all'abolizione di quest'ultima al termine della stagione 1982).
Il suo primo successo in un gran premio risale al motomondiale 1981 in occasione del Gran Premio motociclistico d'Argentina della classe 250; proprio questa, disputata in sella alla Kawasaki KR 250-350, è anche l'annata migliore per il francese con il secondo posto nella classifica finale della 250 e il terzo posto in quella della 350.
Anche il 1982 è stato particolarmente positivo con la conquista di tre successi nella classe 350 e il terzo posto finale in classifica generale.
Le sue presenze nel campionato mondiale sono continuate sino al 1989, guidando negli ultimi anni delle moto artigianali francesi; dopo il ritiro dall'attività agonistica si è dedicato anche all'attività di commentatore radiotelevisivo.

## Risultati nel motomondiale

### Classe 250
| 1975 | Classe | Moto   |    |   |    |    |   |  |    |   |   |   |   |   |  |  |  | Punti | Pos. |
| ---- | ------ | ------ | -- | - | -- | -- | - |  | -- | - | - | - | - | - |  |  |  | ----- | ---- |
| 1975 | 250    | Yamaha | 11 | - | NE | 10 | - |  | 12 | - | - | - | - | - |  |  |  | 1     | 38º  |

| 1976 | Classe | Moto   |     |    |   |   |  |   |    |   |   |     |   |   |  |  |  | Punti | Pos. |
| ---- | ------ | ------ | --- | -- | - | - |  | - | -- | - | - | --- | - | - |  |  |  | ----- | ---- |
| 1976 | 250    | Yamaha | Rit | NE | 5 | - |  | - | 16 | - | 9 | Rit | - | - |  |  |  | 8     | 18º  |

| 1977 | Classe | Moto              |   |    |   |   |     |     |   |     |     |   |     |    |   |  |  | Punti | Pos. |
| ---- | ------ | ----------------- | - | -- | - | - | --- | --- | - | --- | --- | - | --- | -- | - |  |  | ----- | ---- |
| 1977 | 250    | Kawasaki e Yamaha | - | NE | - | 7 | Rit | Rit | - | Rit | Rit | - | Rit | 15 | - |  |  | 4     | 29º  |

| 1978 | Classe | Moto     |   |   |    |    |   |    |     |   |   |   |   |   |   |  |  | Punti | Pos. |
| ---- | ------ | -------- | - | - | -- | -- | - | -- | --- | - | - | - | - | - | - |  |  | ----- | ---- |
| 1978 | 250    | Kawasaki | - | - | NE | 24 | 9 | 14 | Rit | - | 6 | 7 | 4 | - | - |  |  | 19    | 13º  |

| 1979 | Classe | Moto     |   |    |    |   |   |    |   |   |   |   |     |    |   |  |  | Punti | Pos. |
| ---- | ------ | -------- | - | -- | -- | - | - | -- | - | - | - | - | --- | -- | - |  |  | ----- | ---- |
| 1979 | 250    | Kawasaki | - | NE | 12 | 5 | 7 | 13 | 5 | - | 7 | 7 | Rit | 13 | 6 |  |  | 29    | 8º   |

| 1980 | Classe | Moto     |   |   |     |   |   |    |   |    |   |   |  |  |  |  |  | Punti | Pos. |
| ---- | ------ | -------- | - | - | --- | - | - | -- | - | -- | - | - |  |  |  |  |  | ----- | ---- |
| 1980 | 250    | Kawasaki | 2 | 4 | Rit | 6 | 7 | 11 | 4 | 18 | 3 | 2 |  |  |  |  |  | 59    | 3º   |

| 1981 | Classe | Moto     |   |    |   |   |   |   |    |   |   |   |   |   |   |   |  | Punti | Pos. |
| ---- | ------ | -------- | - | -- | - | - | - | - | -- | - | - | - | - | - | - | - |  | ----- | ---- |
| 1981 | 250    | Kawasaki | 1 | NE | 9 | 6 | 4 | 2 | NE | 6 | 3 | 3 | 7 | 2 | 3 | 9 |  | 95    | 2º   |

| 1982 | Classe | Moto     |    |    |   |     |    |     |    |    |    |   |     |     |   |    |  | Punti | Pos. |
| ---- | ------ | -------- | -- | -- | - | --- | -- | --- | -- | -- | -- | - | --- | --- | - | -- |  | ----- | ---- |
| 1982 | 250    | Kawasaki | NE | NE | 2 | Rit | 11 | Rit | 23 | 11 | 13 | 3 | Rit | Rit | - | 12 |  | 22    | 12º  |

| 1983 | Classe | Moto       |   |    |    |   |   |    |   |     |  |  |  |    |  |  |  | Punti | Pos. |
| ---- | ------ | ---------- | - | -- | -- | - | - | -- | - | --- |  |  |  | -- |  |  |  | ----- | ---- |
| 1983 | 250    | Chevallier | 1 | 15 | 10 | 8 | 6 | 12 | 4 | Rit |  |  |  | NE |  |  |  | 32    | 8º   |

| 1984 | Classe | Moto   |   |    |   |   |     |    |   |     |    |   |   |     |  |  |  | Punti | Pos. |
| ---- | ------ | ------ | - | -- | - | - | --- | -- | - | --- | -- | - | - | --- |  |  |  | ----- | ---- |
| 1984 | 250    | Pernod | 7 | 20 | 5 | 9 | Rit | 14 | - | Rit | 18 | 4 | 6 | Rit |  |  |  | 25    | 10º  |

| 1985 | Classe | Moto   |   |    |    |  |  |    |  |     |   |     |    |    |  |  |  | Punti | Pos. |
| ---- | ------ | ------ | - | -- | -- |  |  | -- |  | --- | - | --- | -- | -- |  |  |  | ----- | ---- |
| 1985 | 250    | Yamaha | 7 | 10 | 22 |  |  | 13 |  | Rit | 8 | Rit | 11 | 22 |  |  |  | 8     | 19º  |

| 1986 | Classe | Moto  |   |   |   |   |   |   |     |   |     |   |     |    |  |  |  | Punti | Pos. |
| ---- | ------ | ----- | - | - | - | - | - | - | --- | - | --- | - | --- | -- |  |  |  | ----- | ---- |
| 1986 | 250    | Honda | 8 | 3 | 4 | 3 | 2 | 9 | Rit | 4 | Rit | 3 | Rit | NE |  |  |  | 63    | 5º   |

| 1987 | Classe | Moto               |    |  |    |    |    |    |    |     |     |    |     |     |   |    |    | Punti | Pos. |
| ---- | ------ | ------------------ | -- |  | -- | -- | -- | -- | -- | --- | --- | -- | --- | --- | - | -- | -- | ----- | ---- |
| 1987 | 250    | Honda e Defi-Rotax | 15 |  | 15 | NP | 14 | 18 | NQ | Rit | Rit | 10 | Rit | Rit | 6 | 12 | NP | 6     | 18º  |

| 1988 | Classe | Moto       |    |     |     |     |     |    |    |    |     |    |    |    |   |    |    | Punti | Pos. |
| ---- | ------ | ---------- | -- | --- | --- | --- | --- | -- | -- | -- | --- | -- | -- | -- | - | -- | -- | ----- | ---- |
| 1988 | 250    | Defi-Rotax | 21 | Rit | Rit | Rit | Rit | NQ | 23 | 19 | Rit | 13 | 20 | 23 | 9 | 21 | 22 | 10    | 31º  |

| 1989 | Classe | Moto   |   |    |    |   |    |    |    |     |    |    |    |    |     |    |    | Punti | Pos. |
| ---- | ------ | ------ | - | -- | -- | - | -- | -- | -- | --- | -- | -- | -- | -- | --- | -- | -- | ----- | ---- |
| 1989 | 250    | Yamaha | - | 26 | 25 | - | 25 | 25 | 17 | Rit | 23 | NQ | NQ | 27 | Rit | 31 | 21 | 0     |      |

| Legenda | 1º posto        | 2º posto            | 3º posto            | A punti      | Senza punti        | Grassetto – Pole position Corsivo – Giro più veloce |
| Legenda | Gara non valida | Non qual./Non part. | Ritirato/Non class. | Squalificato | '-' Dato non disp. | Grassetto – Pole position Corsivo – Giro più veloce |

### Classe 350
| 1975 | Classe | Moto   |   |   |   |     |   |   |   |    |    |    |   |   |  |  |  | Punti | Pos. |
| ---- | ------ | ------ | - | - | - | --- | - | - | - | -- | -- | -- | - | - |  |  |  | ----- | ---- |
| 1975 | 350    | Yamaha | 6 | - | - | Rit | - | - | - | NE | NE | 13 | - | - |  |  |  | 5     | 26º  |

| 1976 | Classe | Moto   |   |    |    |   |   |   |    |    |    |   |   |   |  |  |  | Punti | Pos. |
| ---- | ------ | ------ | - | -- | -- | - | - | - | -- | -- | -- | - | - | - |  |  |  | ----- | ---- |
| 1976 | 350    | Yamaha | 3 | 15 | 12 | - | - | - | NE | NE | 11 | - | - | - |  |  |  | 10    | 18º  |

| 1977 | Classe | Moto   |   |    |   |   |   |   |   |    |    |   |     |     |   |  |  | Punti | Pos. |
| ---- | ------ | ------ | - | -- | - | - | - | - | - | -- | -- | - | --- | --- | - |  |  | ----- | ---- |
| 1977 | 350    | Yamaha | - | AN | - | - | - | - | - | 14 | NE | - | Rit | Rit | - |  |  | 0     |      |

| 1980 | Classe | Moto     |    |    |   |    |   |    |    |   |   |   |  |  |  |  |  | Punti | Pos. |
| ---- | ------ | -------- | -- | -- | - | -- | - | -- | -- | - | - | - |  |  |  |  |  | ----- | ---- |
| 1980 | 350    | Kawasaki | 16 | NE | 5 | NE | 7 | NE | NE | 4 | 2 | 4 |  |  |  |  |  | 38    | 3º   |

| 1981 | Classe | Moto     |   |     |     |     |    |    |   |   |    |    |   |    |    |   |  | Punti | Pos. |
| ---- | ------ | -------- | - | --- | --- | --- | -- | -- | - | - | -- | -- | - | -- | -- | - |  | ----- | ---- |
| 1981 | 350    | Kawasaki | 2 | Rit | Rit | Rit | NE | NE | 6 | 3 | NE | NE | 3 | NE | NE | 2 |  | 49    | 3º   |

| 1982 | Classe | Moto     |   |     |   |    |     |   |    |    |   |    |     |    |    |   |  | Punti | Pos. |
| ---- | ------ | -------- | - | --- | - | -- | --- | - | -- | -- | - | -- | --- | -- | -- | - |  | ----- | ---- |
| 1982 | 350    | Kawasaki | 2 | Rit | 1 | NE | Rit | 1 | NE | NE | 1 | NE | Rit | 14 | NE | 9 |  | 59    | 3º   |

| Legenda | 1º posto        | 2º posto            | 3º posto            | A punti      | Senza punti        | Grassetto – Pole position Corsivo – Giro più veloce |
| Legenda | Gara non valida | Non qual./Non part. | Ritirato/Non class. | Squalificato | '-' Dato non disp. | Grassetto – Pole position Corsivo – Giro più veloce |

### Classe 500
| 1973 | Classe | Moto     |   |  |  |    |  |  |  |  |  |  |  |  |  |  |  | Punti | Pos. |
| ---- | ------ | -------- | - |  |  | -- |  |  |  |  |  |  |  |  |  |  |  | ----- | ---- |
| 1973 | 500    | Kawasaki | 8 |  |  | NE |  |  |  |  |  |  |  |  |  |  |  | 3     | 42º  |

| 1975 | Classe | Moto   |  |    |  |  |  |  |  |    |  |  |  |    |  |  |  | Punti | Pos. |
| ---- | ------ | ------ |  | -- |  |  |  |  |  | -- |  |  |  | -- |  |  |  | ----- | ---- |
| 1975 | 500    | Yamaha |  | NE |  |  |  |  |  | 10 |  |  |  | NE |  |  |  | 1     | 48º  |

| 1976 | Classe | Moto   |  |  |  |  |  |  |  |    |  |  |  |  |  |  |  | Punti | Pos. |
| ---- | ------ | ------ |  |  |  |  |  |  |  | -- |  |  |  |  |  |  |  | ----- | ---- |
| 1976 | 500    | Yamaha |  |  |  |  |  |  |  | 13 |  |  |  |  |  |  |  | 0     |      |

| 1977 | Classe | Moto          |  |    |    |  |  |  |  |  |     |  |  |  |  |  |  | Punti | Pos. |
| ---- | ------ | ------------- |  | -- | -- |  |  |  |  |  | --- |  |  |  |  |  |  | ----- | ---- |
| 1977 | 500    | Fath e Yamaha |  | NQ | NQ |  |  |  |  |  | Rit |  |  |  |  |  |  | 0     |      |

| Legenda | 1º posto        | 2º posto            | 3º posto            | A punti      | Senza punti        | Grassetto – Pole position Corsivo – Giro più veloce |
| Legenda | Gara non valida | Non qual./Non part. | Ritirato/Non class. | Squalificato | '-' Dato non disp. | Grassetto – Pole position Corsivo – Giro più veloce |